# Methanocaldococcus
A Methanocaldococcus a Methanocaldococcaceae családba tartozó Archaea nem. Az archeák – ősbaktériumok – egysejtű, sejtmag nélküli prokarióta szervezetek.
Fajai gömbölyű, metanogén, mezofil élőlények, kivéve a hipertemofil M. jannaschiit. Az utóbbit a Kelet-Csendes-Óceáni óceánközépi hátságon 21°N egy fehér füstülőnél fedezték fel. Továbbá az első archaea faj aminek teljesen szekvenálták a genomját, sok új illetve eukariótaszerű elemet találtak.

### Tudományos könyvek
- Whitman, WB.szerk.: DR Boone: Genus I. Methanocaldococcus gen. nov., Bergey's Manual of Systematic Bacteriology Volume 1: The Archaea and the deeply branching and phototrophic Bacteria, 2nd, New York: Springer Verlag (2001. március 20.). ISBN 978-0-387-98771-2
- Whitman WB.szerk.: DR Boone: Family II. Methanocaldococcaceae fam. nov., Bergey's Manual of Systematic Bacteriology Volume 1: The Archaea and the deeply branching and phototrophic Bacteria, 2nd, New York: Springer Verlag (2001. március 20.). ISBN 978-0-387-98771-2

### Tudományos adatbázisok
- Methanocaldococcus PubMed hivatkozásai
- Methanocaldococcus PubMed Central hivatkozásai
- Methanocaldococcus Google Scholar hivatkozásai